# Nhóm ngôn ngữ Slav Tây
Nhóm ngôn ngữ Slav Tây là một phân nhánh của nhóm ngôn ngữ Slav. Chúng bao gồm tiếng Ba Lan, tiếng Séc, tiếng Slovak, tiếng Kashubia, tiếng Thượng Sorb và tiếng Hạ Sorb. Các ngôn ngữ được sử dụng trên một khu vực liên tục bao gồm Cộng hòa Séc, Slovakia và Ba Lan cũng như Đông Đức cũ và các khu vực cực tây của Ukraina và Belarus (và cả Litva).

## Phân loại
Nhóm ngôn ngữ Slav Tây thường được chia thành ba nhóm nhỏ dựa trên sự tương đồng và mức độ thông hiểu lẫn nhau, Séc-Slovak (hay Nam Tư), Lechite và Sorb, như sau:

Nhóm ngôn ngữ Balt-Slav.

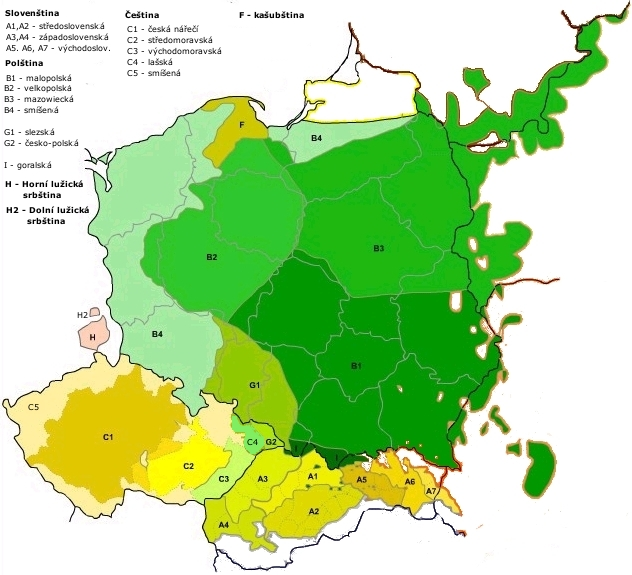
Nhóm và phương ngữ

|           | Ba Lan                                                      |
|           |                                                             |
| Pomerania | \| \| Kašubia \| \| \| \| \| \| Tây Pomerania † \| \| \| \| |
|           | \| \| Kašubia \| \| \| \| \| \| Tây Pomerania † \| \| \| \| |
|           | Polabia †                                                   |
|           |                                                             |
|           | Kašubia                                                     |
|           |                                                             |
|           | Tây Pomerania †                                             |
|           |                                                             |

|  | Kašubia         |
|  |                 |
|  | Tây Pomerania † |
|  |                 |

|  | Hạ Sorb     |
|  |             |
|  | Thượng Sorb |
|  |             |

|  | Séc    |
|  |        |
|  | Slovak |
|  |        |

|           | Ba Lan                                                      |
|           |                                                             |
| Pomerania | \| \| Kašubia \| \| \| \| \| \| Tây Pomerania † \| \| \| \| |
|           | \| \| Kašubia \| \| \| \| \| \| Tây Pomerania † \| \| \| \| |
|           | Polabia †                                                   |
|           |                                                             |
|           | Kašubia                                                     |
|           |                                                             |
|           | Tây Pomerania †                                             |
|           |                                                             |

|  | Kašubia         |
|  |                 |
|  | Tây Pomerania † |
|  |                 |

|  | Hạ Sorb     |
|  |             |
|  | Thượng Sorb |
|  |             |

|  | Séc    |
|  |        |
|  | Slovak |
|  |        |